# Martin Jevnikar
Martin Jevnikar, slovenski literarni zgodovinar, univerzitetni profesor, urednik, esejist, prevajalec, kritik, kulturni delavec, * 1. maj 1913, Spodnje Brezovo, † 10. januar 2004, Trst.

## Življenje in delo
Martin jevnikar se je rodil se je v kmečki družini na Spodnjem Brezovem pri Višnji Gori. Po osnovni šoli se je vpisal na Škofijsko klasično gimnazijo v Šentvidu pri Ljubljani in jo zaključil leta 1934. Na Univerzi v Ljubljani je leta 1939 doštudiral slavistiko, diplomo pa je leta 1961 nostrificiral na univerzi v Rimu z disertacijo Influssi di Cristoforo Schmid sulla narrativa slovena. Med letoma 1940 in 1943 je poučeval na IV. moški realni gimnaziji za Bežigradom v Ljubljani, do maja 1945 pa na klasični gimnaziji pri uršulinkah. Maja 1945 se je umaknil na Koroško, od tam pa v begunski taborišči v Monigu in Serviglianu v Italiji. Bil je profesor in tajnik slovenske begunske gimnazije v Monigu pri Trevisu, nakar se je pridružil javnim delavcem, ki so v Trstu obnavljali slovensko šolstvo. Od 1. oktobra 1945 do septembra 1980 je služboval kot profesor slovenščine in zgodovine na slovenski Trgovski akademiji v Trstu), vendar je bil od šolskega leta 1972/73 oproščen pouka. V šolskih letih 1949/50–1953/54 je bil tudi ravnatelj na Nižji srednji šoli) pri Sv. Jakobu. Pod Zavezniško vojaško upravo je bil član komisije za izdajo slovenskih šolskih knjig. Od 1. novembra 1963 do 31. oktobra 1975 je predaval slovenski jezik in literaturo na univerzi v Padovi, od decembra 1972 do upokojitve oktobra 1983 pa slovenski jezik in literaturo na univerzi v Vidmu. Od aprila 1975 je imel tam tudi stolico za srbohrvaški jezik in literaturo in je bil v letih 1973–1979 ravnatelj inštituta za slovanske jezike na univerzi v Vidmu. Bil je predsednik in član raznih izpitnih komisij in natečajev, odbornik Društva slovenskih izobražencev v Trstu, član časnikarske zbornice in združenja slavistov. Dolga leta je vodil komisijo tržaške literarne nagrade vstajenje in komisijo literarnega natečaja tržaške revije Mladike, predaval v raznih društvih itd. V Meddobju (Buenos Aires) je v letnikih 1956–69 vsako leto ocenil vse nove slovenske leposlovne knjige, v tržaški Mladiki (od 1967 v vsaki številki v posebni rubriki), Literarnih vajah in drugih publikacijah ter na Radiu Trst A pa je sproti spremljal vse zamejske in zdomske literarne novosti.
Urejal je Izvestje slovenskih šol v Trstu od leta 1950 do 1968 (razen 1959/60), tržaško revijo za dijake Literarne vaje (od 1953 do 1979), od črke H do konca (snopiči 7–20) Primorski slovenski biografski leksikon (Gorica). Veliko je pisal tudi za Trinkov koledar in Koledar Goriške Mohorjeve družbe. Od leta 1947 je skoraj do smrti  sodeloval na Radiu Trst A, kjer je podajal pregled svetovne literature, večkrat predelal slovensko slovnico, razlagal je izvor lastnih imen, pripravil 20 dramatiziranih biografij, prevedel 73 radijskih iger, največ iz italijanščine, in pripravljal dramatizirane romane v nadaljevanjih. Napisal je nad 200 ocen novih knjig za revije in tržaški radio, sodeloval je za slovenska gesla pri italijanski enciklopediji Grande Enciclopedia Curcio v Rimu in pisal gesla za Leksikon pisaca Jugoslavije v Novem Sadu (2. knjiga).
Leta 1988 je za svoje nesebično delovanje prejel nagrado Sklada Dušana Černeta.
Leta 2004 je posmrtno prejel Red za zasluge Republike Slovenije.

## Izbrana bibliografija

### Samostojne knjige
- Vsebine slovenskih leposlovnih del (I. zv. 1953, 2. izd. 1956; II. zv. 1954, 2. izd. 1959, III. zv. 1955, IV. zv. 1958). Trst: Samozaložba. (COBISS)
- Prepovedane besede in zveze. Trst: Literarne vaje, 1965. (COBISS)
- Veronica di Desenice nella letteratura slovena. Padova: Marsilio, 1965. (COBISS)
- La letteratura giovanile jugoslava. Milan: Casa Editrice Trevisini, 1968, sln. del. 111-186. (COBISS)
- Finžgarjeva pisma Ferdidandu Koledniku. Celovec: Mohorjeva družba, 1971. (COBISS)
- Slovenska izseljenska književnost (z J. Žitnik in s H. Glušič). 3. zvezek. Ljubljana: ZRC: Rokus, 1999. (COBISS)

### Šolske knjige
- Zgodovina slovenskega slovstva: za višje razrede srednjih šol. Gorica: Šolska oblast v Julijski Benečiji pod Zavezniško vojaško upravo 13. korpus, 1946. 84–138. (COBISS)
- Slovenska čitanka za višje srednje šole. 1. zvezek. Gorica: Zavezniška vojaška uprava, 1947. (COBISS)
- Slovenska slovnica: za srednje šole (z dr. A. Kacinom). Trst, 1948. 2., predelana izdaja 1955. (COBISS)
- Slovenska slovnica: za strokovne šole (z dr. A. Kacinom). Trst: Zavezniška vojaška uprava, 1948. (COBISS)
- Slovenska jezikovna vadnica: za srednje šole. Trst: Vladni generalni komisariat za Tržaško ozemlje, Ravnateljstvo za javno šolstvo, 1957 (z dr. A. Kacinom). 2., izpopolnjena izdaja 1961. (COBISS)
- Slovenska čitanka za I. razred nižjih srednjih in strokovnih šol (z M. Blažino, V. Glavič, A. Kacinom). Trst: Zavezniška vojaška uprava, britsko-ameriški pas Svobodnega tržaškega ozemlja, Urad za prosveto, 1948. (COBISS)
- Slovenska čitanka za II. razred nižjih srednjih in strokovnih šol (z M. Blažino, V. Glavič, A. Kacinom). Trst: Zavezniška vojaška uprava, britsko-ameriški pas Svobodnega tržaškega ozemlja, Urad za prosveto, 1948.
- Slovenska čitanka za III. razred nižjih srednjih in strokovnih šol (z M. Blažino, V. Glavič, A. Kacinom). Trst: Zavezniška vojaška uprava, britsko-ameriški pas Svobodnega tržaškega ozemlja, Urad za prosveto, 1949. (COBISS)
- Trgovska korespondenca: za trgovske akademije, trgovske šole in natečaje. Trst: L. Lucchesi, 1957. (COBISS)

### Važnejše razprave
- Krištof Schmid v slovenskih prevodih in Ciglerjeva rokopisna ostalina v Višnji Gori. Slovenski jezik, 1939. (COBISS)
- Sosedov sin. Uvod in opombe. Ljubljana: Mohorjeva družba, 1944. (COBISS)
- O izvirnosti Slomškovega Blažeta in Nežice Arhivirano 2016-03-14 na Wayback Machine. in O pozorišču Erjavčevih Huzarjev na Polici. Arhivirano 2016-03-17 na Wayback Machine. Dom in svet, 1944. (COBISS)
- Jurčičeva dijaška leta. Vrednote, 1951. (COBISS)
- O Cankarju na Dunaju. Vrednote, 1954. (COBISS)
- Jurij Kozjak si osvaja svet. Izvestje, Trst, 1959. (COBISS)
- Stritarjevi spisi za mladino. Izvestje, Trst, 1960. (COBISS)
- Slomškovo leposlovno delo. Izvestje, Trst, 1963. (COBISS)
- Pozorišče in pomen Erjavčevih leposlovnih del. Izvestje, Trst, 1964. (COBISS)
- Krištof Schmid in začetki slovenskega pripovedništva. Izvestje, Trst, 1968. (COBISS)
- Vpliv Krištofa Schmida na slovensko pripovedništvo. Izvestje, Trst, 1968. (COBISS)
- Jezik Ivana Trinka v Poezijah in Naših paglavcih. Izvestje, Trst, 1979. (COBISS)
- Silvin Sardenko: Roma. Studi in onore di Arturo Cronia. Padova: Università di Padova: Centro di studi sull'Europa Orientale, 1967. (COBISS)
- Le grammatiche della lingua slovena per gli italiani attraverso i secoli. Il Mondo slavo: saggi e contributi slavistici a cura dell'Istituto di Filologia. [III]. Padova, 1971. (COBISS)
- Ivan Trinko pokrajinski svetovalec v Vidmu: 1902–1923. Miscellanea (Acta Ecclesiastica Sloveniae, 6). Ljubljana: Inštitut za zgodovino Cerkve, 1984. (COBISS)